# Pedroso de Acim
Pedroso de Acim – gmina w Hiszpanii, w prowincji Cáceres, w Estramadurze, o powierzchni 33,23 km². W 2011 roku gmina liczyła 110 mieszkańców.